# مکائوی شکم‌سرخ
مکائوی شکم‌سرخ (نام علمی: Orthopsittaca manilata) نام یک گونه از تبار رنگین‌طوطی‌ها است.